# United-Air-Lines-Flug 610
Am 30. Juni 1951  kam eine Douglas DC-6 auf dem United-Air-Lines-Flug 610 vom geplanten Kurs ab und zerschellte rund 95 Kilometer nordnordwestlich von Denver an einem Berghang in den Rocky Mountains. Bei dem Unfall kamen alle 50 Insassen ums Leben.

## Unfallhergang
Die Douglas DC-6 (Kennzeichen: N37543) der United Air Lines befand sich auf einem transkontinentalen Linienflug von San Francisco nach Chicago. In Oakland, Salt Lake City und Denver waren planmäßige Zwischenlandungen vorgesehen. Das Flugzeug startete um 00:11 Uhr Ortszeit in Salt Lake City zur Etappe nach Denver und stieg auf eine Reiseflughöhe von 4.600 Meter (15.000 Fuß). Um 01:47 Uhr überflog die Maschine das Funkfeuer in Cheyenne und erhielt die Erlaubnis auf 2.600 Meter (8.500 Fuß) Höhe zu sinken.
Die Besatzung leitete anschließend eine Rechtskurve ein, um zum Streckenpunkt WONT (Intersection WONT) weiterzufliegen. Die Navigation erfolgte mit Hilfe von zwei Morsezeichen, die das Niederfrequenz-Funkfeuer (LFR, Vierkursfunkfeuer) in Denver ausstrahlte. Die Piloten drehten zunächst auf einen südwestlichen Steuerkurs von ca. 210 Grad, um den Leitstrahl des Funkfeuers in einem Winkel von etwa 45 Grad zu schneiden. Anschließend sollte der Flug in südöstlicher Richtung (168 Grad) fortgesetzt werden. Die Besatzung behielt aber den bisherigen Steuerkurs bei und setzte den Sinkflug entsprechend der Freigabe fort. Um 01:56 Uhr meldeten die Piloten, dass sie die freigegebene Flughöhe von 8.500 Fuß erreicht hätten. Das Flugzeug näherte sich auf dem falschen Kurs dem Ostrand der Rocky Mountains.
Etwa vier Minuten später streifte die Douglas DC-6 mit der rechten Tragfläche mehrere Baumwipfel. Die Maschine hinterließ eine rund 150 Meter lange Schneise und schlug am Osthang des Crystal Mountain auf. Das Flugzeug wurde beim Aufprall vollständig zerstört. Die Unfallstelle lag in 2.600 Meter Höhe (8.500 Fuß MSL), etwa 29 Kilometer (18 Statute Miles) westsüdwestlich der Stadt Fort Collins.

## Unfallursache

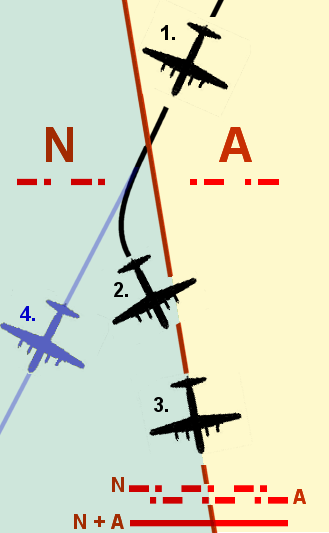
Bei korrekter Schalterstellung:
1. Empfang des A-Tons (LFR).
2. Nach Empfang des N-Tons (LFR) sollte eine Linkskurve eingeleitet werden.
3. Auf dem richtigen Kurs verschmelzen die beiden LFR-Morsezeichen zu einem Dauerton.
Bei falscher Schalterstellung:
4. A-Ton wird vom VAR empfangen, der N-Ton blieb aus.

Die Ursache für den Irrflug konnte nicht eindeutig geklärt werden. Die Ermittler hielten es für wahrscheinlich, dass die Maschine aufgrund einer falschen Schalterstellung die Morsezeichen vom Denver Visual Audio Range (VAR) empfing, die Besatzung aber davon ausging, dass diese vom Denver Low Frequency Range (LFR) stammten.
Die Besatzung hatte die Navigationsinstrumente auf die Frequenzen dieser zwei Niederfrequenz-Funkfeuer eingestellt, weil sie nacheinander angesteuert werden sollten. Beide Vierkursfunkfeuer sendeten die identische Kennung DEN (für Denver) sowie die Morsezeichen A und N aus.
Die Navigation musste zunächst mit Hilfe des Funkfeuers Denver LFR erfolgen, um von Cheyenne zum Streckenpunkt WONT zu gelangen. Anschließend sollte die Besatzung ihre Navigation auf das Denver VAR ausrichten.
Die Auswahl des aktiven Funkfeuers erfolgte über einen unbeleuchteten Kippschalter, der sich zusammen mit ähnlichen Schaltern in Kniehöhe der Piloten befand. Die Stellung der einzelnen Schalter konnte die Besatzung im dunklen Cockpit nur ertasten, aber nicht sehen.
Bei korrekter Schalterstellung hätten die Piloten zunächst das Morsezeichen A gehört, welches das Denver Low Frequency Range (LFR) in den nordöstlichen Bereich ausstrahlte. Im weiteren Flugverlauf wäre die Maschine in den Sektor gelangt, in welchem das Funkfeuer seinen N-Ton sendete. Dieser Ton wäre das Signal gewesen, eine Linkskurve einzuleiten und den Flug in südwestlicher Richtung fortzusetzen. Anschließend hätte die Besatzung das Flugzeug auf einen Steuerkurs von 168 Grad ausgerichtet, wobei beide Morsezeichen zu einem Dauerton verschmolzen wären.
Bei falscher Schalterstellung hätte die Besatzung ebenfalls das Morsezeichen A empfangen, allerdings stammte dieses vom Denver Visual Audio Range (VAR). Das Funkfeuer verwendete neben dem identischen Morsezeichen auch die gleiche Kennung DEN, so dass den Piloten kein akustischer Unterschied aufgefallen wäre. Weil das Denver VAR in diesen Quadraten keinen N-Ton abstrahlte, wäre ein solcher bis zum Aufprall nicht empfangen worden.
Unklar blieb, weshalb die Besatzung nicht auf das Ausbleiben des N-Tones reagierte und den Flug in Richtung der Rocky Mountains so lange fortsetzte. Die Ermittler vermuteten, dass der Kapitän, der den größten Teil seiner Flugstunden auf der Douglas DC-3 absolviert und erst kürzlich eine Lizenz für die Douglas DC-6 erhalten hatte, die höhere Geschwindigkeit dieses Typs nicht berücksichtigte.
Die Ermittler hielten es ebenso für möglich, dass die Besatzung eine ungenaue Einstellung des    Radiokompasses (ADF) vornahm, wodurch sie das Funkfeuer in Fort Bridger empfingen, das auf einer ähnlichen Frequenz sendete.
Um künftige Verwechselungen zwischen dem Denver LFR und dem Denver VAR zu vermeiden, wurde der Morsekennung des Funkfeuers Denver Visual Audio Range (VAR) der zusätzliche Buchstabe V zugefügt.